# Drosophila monocolor
Drosophila monocolor är en tvåvingeart som beskrevs av Wheeler 1981. Drosophila monocolor ingår i släktet Drosophila och familjen daggflugor.
Artens utbredningsområde är Java.